# Karoline Schuch
Karoline Schuch (19 de octubre de 1981) es una actriz alemana. Ha aparecido en más de 50 películas y programas de televisión desde 2002. Es la hermana del también actor Albrecht Schuch.

## Filmografía selecta
- Zeiten ändern dich (2010)
- Mann tut was Mann kann (2012)
- Schutzengel (2012)